# حليم خضير
حليم خضير ، ممثل ومدبلج مصري .

## عن حياته
له العديد من الأعمال التلفزيونية في المسلسلات ودوبلاج الرسوم المتحركة .

## أعماله
- مسلسل توم سوير

## روابط خارجية
- حليم خضير على موقع قاعدة بيانات الأفلام العربية